# Betula potaninii
Betula potaninii là một loài thực vật có hoa trong họ Betulaceae. Loài này được Batalin mô tả khoa học đầu tiên năm 1893.